# Roller

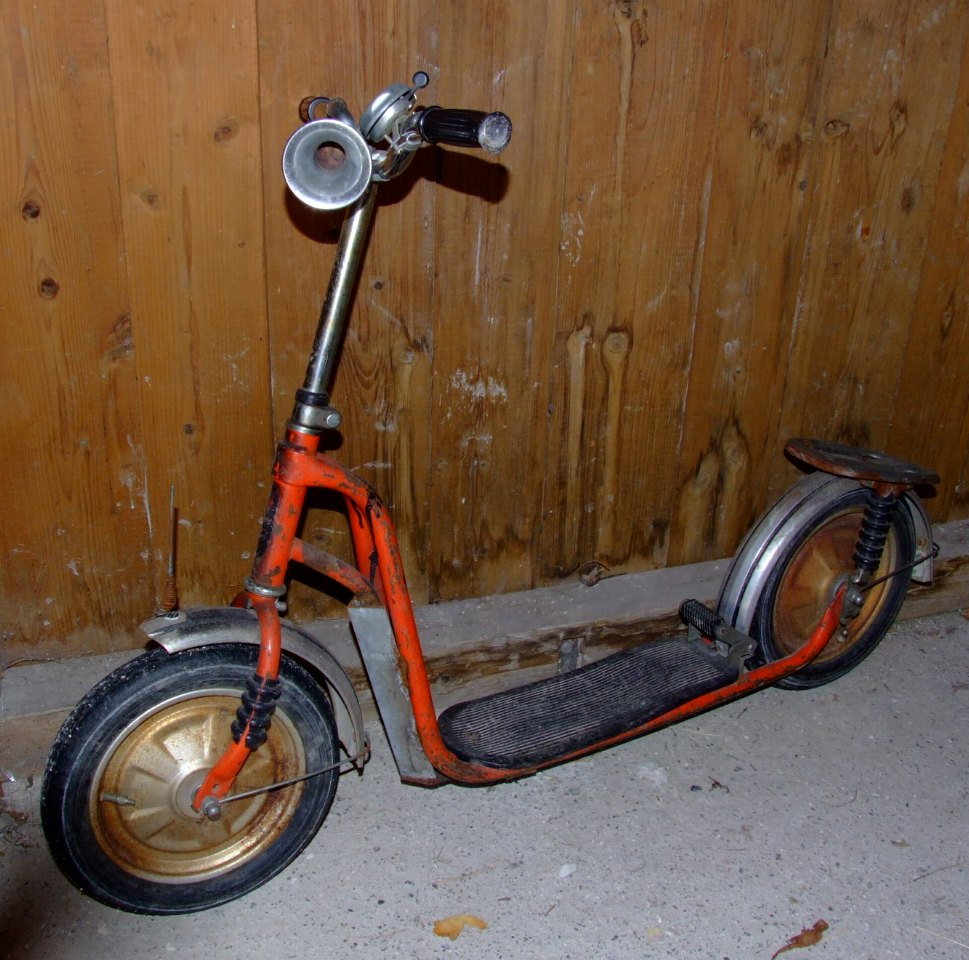
Hagyományos roller

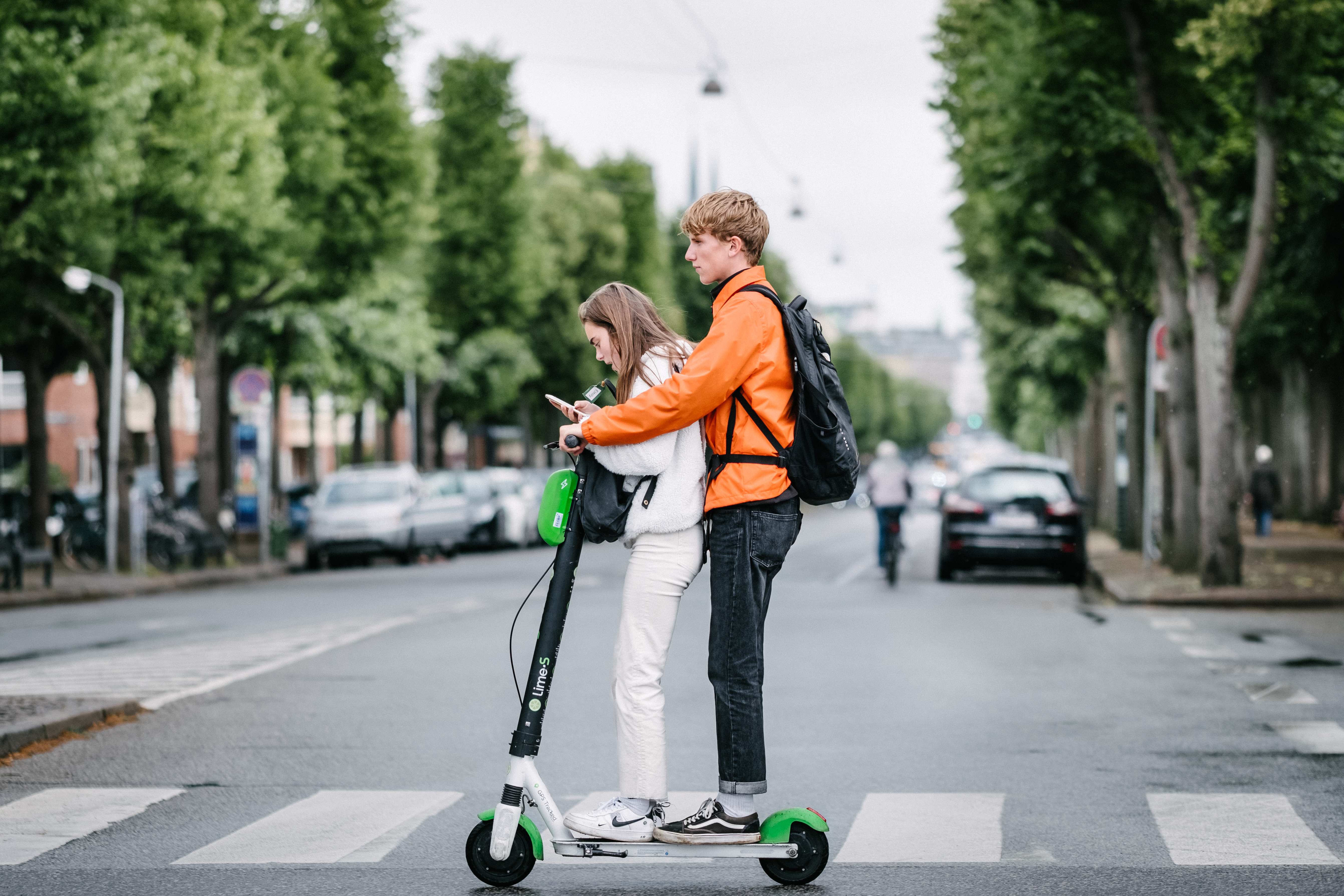
Közösségi elektromos rollert használó gyerekek

A roller emberi erővel hajtott jármű. Egy kormányból, egy fedélzetből és két kerékből áll. A fedélzeten van az egyik láb, a másikkal pedig hajtja magát az ember. A kerekek lehetnek gumiból, de általában alumíniumból vagy műanyagból készült kemény kerekek. Minél nagyobb a kerék mérete, annál gyorsabb, halkabb és annál inkább alkalmas az eszköz a városi közlekedésre. Gyerekek számára van 3 vagy 4 kerekű is. 
A rollereken a fékezést legtöbbször a hátsó kerék, illetve az azon található sárhányó teszi lehetővé. Létezik továbbá motoros – elektromos és robbanómotoros – hajtású is. A motorral hajtott járművek közül előfordul komplett üléssel ellátott verzió is.

## Története
Az első fából készült rollereket kézzel állították elő. Az összecsukható alumíniumrollert, ami beillesztett korcsolyákkal gördül, 1996-ban hozta létre Wim Ouboter (Svájc). A rollert Micro Skate Scooter, Razor és JDBUG/JDRAZOR MS-130A neveken adták el. Miután a Razort 1999-ben megismertették Japánnal, sok fiatal Tokióban kezdte el hordozható közlekedési eszközként használni. Hamarosan az egész világon elterjedt, hobbivá vált, nem csak felnőttek, de gyerekek számára is. Ebből alakult ki a freestyle roller is.
Napjainkban az összecsukható fémroller a legelterjedtebb, de elterjedtek  az elektromos, illetve a robbanómotoros hajtású rollerek is. Ezek azonban nagyon drágák. A legkomolyabb változatokat üléssel is ellátják, illetve elöl-hátul tárcsafékkel is. 

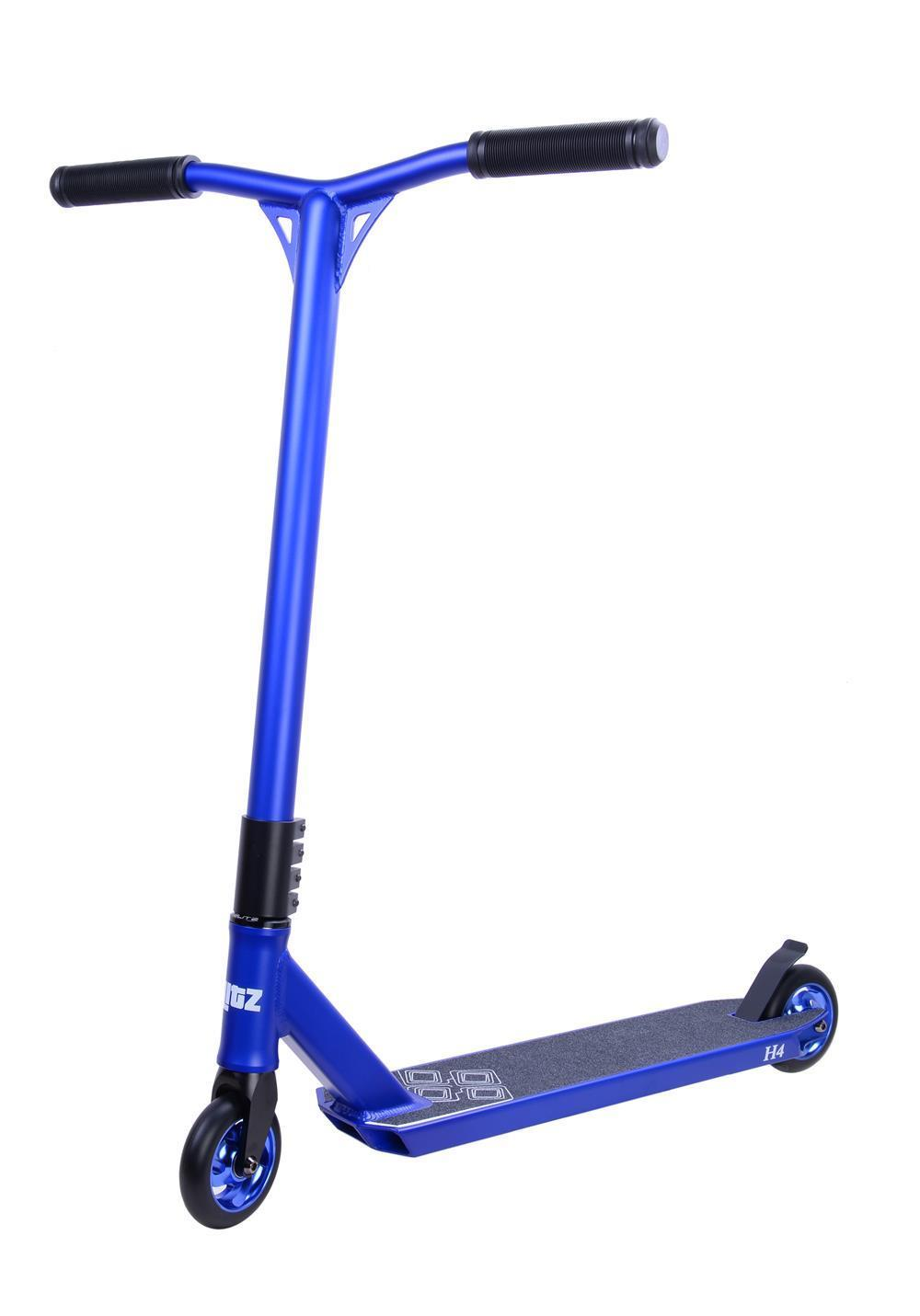
Haladó freestyle roller

Ára nagyon széles tartományban mozog. A legegyszerűbb, gyerekeknek szánt modellek nagyjából hatezer, a szintén legegyszerűbb felnőtt verzió 15 ezer forintnál kezdődik. A jobban felszereltek és minőségibb modellek már 30–50 ezer forintba kerülnek, míg a motoros verziókért több százezreket elkérnek. A 2010-es évek végén széles körben elterjedtek a különféle trükkökre szánt, ún. freestyle rollerek, melyek fémvázas, nem összecsukható modellek. Ezekkel általában a BMX-hez és gördeszkához hasonló mutatványokat hajtanak végre.
Az elektromos autók és a nagy kapacitású akkumulátorok elterjedésével rohamos ütemben terjednek a különböző elektromos meghajtású rollerek, amik alternatívái lehetnek a kipufogógázt árasztó és sok helyet foglaló belvárosi autóknak, továbbá a tömegközlekedésnek.